# Guillaume Le Gentil
Guillaume Joseph Hyacinthe Jean-Baptiste Le Gentil de la Galaisière (* 12. September 1725 in Coutances; † 22. Oktober  1792 in Paris) war ein französischer Astronom und Mitglied der französischen Akademie der Wissenschaften. Er entdeckte mehrere astronomische Nebel.

## Beobachtung der Venuspassage
1761 sandte die Französische Akademie der Wissenschaften Astronomen in alle Teile der Welt aus, um die Venuspassage zu beobachten. Ziel war es, die exakte Entfernung der Erde zur Sonne zu berechnen. Le Gentil reiste nach Pondicherry in Indien. Die Stadt fiel jedoch aufgrund des Siebenjährigen Krieges kurz vor seiner Ankunft in die Hände der Engländer. Daher war Le Gentil gezwungen, seine Beobachtungen vom Schiff aus zu machen, jedoch machten dessen Schwankungen die Ergebnisse unbrauchbar.
Da acht Jahre später erneut eine Venuspassage stattfinden sollte, entschied sich Le Gentil zu bleiben, um 1769 die Messungen erneut durchführen zu können. Er verbrachte seine Zeit vor allem auf Madagaskar und hatte vor, die Passage in Manila auf den Philippinen zu erleben. Da dies die spanische Obrigkeit in Manila aber nicht erlaubte, reiste er zurück nach Pondicherry. Die Stadt war zu dem Zeitpunkt wieder in französischer Hand.
Am Tag der Messung verhinderten dann Wolken einen Blick auf das Himmelsschauspiel, weshalb Le Gentil am Ende unverrichteter Dinge zurückkehren musste. Auf seiner Rückfahrt erkrankte er zudem an Ruhr und sein Schiff kam in einen Sturm, wo es beschädigt wurde. Auf der Insel Réunion (damals noch Bourbon-Insel) musste er warten, bis ein spanisches Schiff ihn mitnahm.
Als er nach über elf Jahren im Oktober 1771 wieder in Paris ankam, hatten ihn seine Angehörigen bereits für tot erklärt und seinen Besitz aufgeteilt. Auch die Akademie hatte seinen Platz bereits neu vergeben.

## Ehrung
Der Mondkrater Le Gentil ist nach ihm benannt.

## Werke (Auswahl)
- Mémoire sur une étoile nébuleuse nouvellement découverte à côte de celle qui est audessus de celle de la ceinture d'Androméde [Memoir on a nebulous star newly discovered near that which is above the girdle of Andromeda]. Sav. étrangers, Vol. II, p . 137-145 (1755).
- Remarques sur les Étoiles Nebuleuses. Mémoires de l'Académie Royale des Sciences. Année M.DCCLIX. [Remarks on the Nebulous Stars. Memoirs of the Royal Academy of Sciences. For the year 1759.] P. 453-471 + Pl. 21. Paris 1765.
- A Voyage in the Indian Ocean (2 Bände, 1779 und 1781).